# فولغوغراد أرينا
فولغوغراد أرينا (بالإنجليزية: Volgograd Arena)‏ هو ملعب كرة قدم يقع بمدينة فولغوغراد في روسيا، وهو الملعب الرئيسي لنادي روتور فولغوغراد، وتصل طاقة الملعب الاستيعابية إلى 45,568 متفرج.
اكتمل بناء الملعب في 2017، بعدما هُدم الملعب السابق لنادي روتور فولغوغراد في عام 2014، والمعروف بملعب سنترال، من أجل احتضان منافسات كأس العالم لكرة القدم 2018.